# Sandra Scoppettone
Sandra Scoppettone (New Jersey, 1º giugno 1936) è una scrittrice statunitense.
È nota soprattutto per i suoi romanzi gialli, sia per adulti che per adolescenti, e per la serie che ha come protagonista la detective lesbica Lauren Laurano.
È stata candidata all'Edgar Allan Poe Mystery Award per i romanzi A Creative Kind of Killer (1984) e Playing Murder (1985).
La sua carriera è iniziata negli anni '60, periodo durante il quale scrisse fra l'altro Suzuki Beane (1961).

## Opere
In Italia sono stati pubblicati:
- Capelli viola (Long Time Between Kisses)
- Cattivo sangue (Beautiful Rage)
- Vendi cara la pelle (Let's Face the Music and Die)
- Tu, mia dolce irraggiungibile (My Sweet Untraceable You)
- Donato & figlia (Donato & Daughter)
- Vacanze omicide (Gonna Take a Homicidal Journey)
- Il gioco dell'assassino (Playing Murder)
- Tutto quel che è tuo è mio (Everything You Have Is Mine)
- Ti lascerò sempre (I'll Be Leaving You Always)
- Camilla e i suoi amici (Trying Hard to Hear You)